# Thomas Robinson (koszykarz)
Thomas Earl Robinson (ur. 17 marca 1991 w Waszyngtonie) – amerykański koszykarz, występujący na pozycji silnego skrzydłowego, obecnie zawodnik Seul Samsung Thunders.
Karierę koszykarską rozpoczął podczas nauki w szkole średniej Baptist High School, skąd przeniósł się do Brewster Academy. Następnie rozpoczął on studia na uniwersytecie Kansas, gdzie na ostatnim roku zdobywał nagrodę dla koszykarza roku konferencji Big 12, a także został wybrany do pierwszego składu rozgrywek NCAA. Wówczas to drużyna JayHawks z nim w składzie awansowała do finału rozgrywek akademickich, gdzie jednak przegrała z drużyną uniwersytetu Kentucky. Po trzech latach studiów zgłosił się do draftu NBA 2012, w którym to został wybrany z numerem 5 przez Sacramento Kings. W dzień trade deadline 2013 w NBA, został wymieniony przez Kings w trójstronnej wymianie, w ramach której został zawodnikiem Houston Rockets.
30 sierpnia 2018 podpisał umowę z Atlantą Hawks. 13 października został zwolniony.

## Szkoła średnia i college
Robinson początkowo uczęszczał do szkoły średniej Baptist High School. Tam na trzecim roku nauki notował średnio 16 punktów, 13 zbiórek i 5 bloków na mecz, a w całym sezonie zanotował 23 double-double. W swoim najlepszym pod względem statystycznym występie dla szkolnej reprezentacji zdobył 32 punkty, miał 27 zbiórek oraz 9 bloków. Tenże sezon drużyna z Riverdale Baptist zanotowała bilans 31-6. W ostatnim roku nauki, Robinson przeniósł się do szkoły Brewster Academy. Po jej ukończeniu portal internetowy zajmujący się naborem zawodników do koledzy przyznał mu 10 miejsce na liście najlepszych silnych skrzydłowych naboru, a 31 ogólnie.
Mimo ofert z takich uniwersytetów jak Teksas czy Południowa Kalifornia (USC), Robinson zdecydował podpisać się list intencyjny z Kansas, gdzie też rozpoczął studia. Na pierwszym roku wystąpił on w 33 spotkaniach, spędzając na parkiecie średnio ledwie 7,2 minuty na mecz. 2 grudnia 2009 roku zanotował on pierwsze w uniwersyteckiej karierze double-double, zdobywając przeciwko drużynie Alcorn State 15 punktów, trafiając 5 z 6 rzutów z gry, i 10 zbiórek. W kolejnym sezonie liczba minut, jakie spędzał na parkiecie wzrosła do 14,6. Pod koniec grudnia pierwszy raz w karierze zanotował on 20 punktów, trafiając 8 z 10 rzutów.
Podczas trzeciego roku rola Robinsona w drużynie JayHawks znacznie wzrosła i występował on na parkiecie średnio już ponad 30 minut. Przed sezonem znalazł się on w gronie 50 kandydatów do zdobycia nagrody im. Johna Woodena. 31 grudnia 2011 roku zdobył 30 punktów i miał 21 zbiórek, stając się pierwszym obok Wayne'a Hightowera z 1961 roku zawodnikiem Kansas, który zanotował w jednym spotkaniu ponad 30 punktów i 20 zbiórek. W całym sezonie miał on na swoim koncie 27 double-double (najwięcej w historii JayHawks), oraz był liderem zespołu w liczbie zdobywanych punktów na mecz – 17,7, a ze średnią 11,9 zbiórki na mecz zajmował w tym względzie drugie miejsce w całych rozgrywkach. Przyczyniło się to w dużym stopniu do wybrania go przez Amerykańską Agencję Prasową do najlepszego składu rozgrywek, a także najlepszym koszykarzem konferencji Big 12. W rozgrywkach playoffs, JayHawks z nim w składzie awansowali do finału rozgrywek akademickich, gdzie jednak przegrali z drużyną Kentucky 67:59. Po tym wydarzeniu, Robinson zadeklarował, że zgłosi się do draftu NBA.

## Kariera w NBA
W drafcie NBA 2012, Robinson został wybrany z numerem 5 przez Sacramento Kings. Pierwszy występ w barwach Kings zanotował on 31 października 2012 roku, w spotkaniu przeciwko Chicago Bulls, gdzie to zdobył 3 punkty i miał trzy zbiórki. Już dwa tygodnie później zanotował on pierwszy raz w zawodowej karierze ponad 10 punktów, mając ich 12. 7 listopada tego samego roku, w meczu z Detroit Pistons, uderzył łokciem w szyję Jonasa Jerebko i został wyrzucony z boiska. Za to zdarzenie władze ligi zawiesiły go na dwa spotkania.
Podczas spotkania przeciwko Miami Heat 12 stycznia 2013 roku, zanotował pierwsze w zawodowej karierze double-double, zdobywając 10 punktów i 10 zbiórek. Wyczyn ten powtórzył w tamtej części sezonu jeszcze dwukrotnie. Najpierw w przegranym przez Kings domowym spotkaniu z Phoenix Suns miał 12 punktów i 14 zbiórek, ustanawiając rekord kariery w tejże kategorii, a trzy dni później przeciwko Denver Nuggets zanotował 10 punktów i 10 zbiórek.
W dzień trade deadline 2013 w NBA, został wymieniony przez Kings w trójstronnej wymianie, w ramach której został zawodnikiem Houston Rockets. W barwach Rockets zagrał 19 meczów, średnio po 13,0 minuty, zdobywając w tym czasie 4,5 punktu, 4,1 zbiórki przy skuteczności 44,9% rzutów z gry. Po sezonie został oddany w ramach wymiany do Portland Trail Blazers w zamian za prawa do dwóch wybranych, ale nie grających w NBA zawodników - Kostasa Papanikolau i Marko Todorovića, a także prawo do wyboru dwóch zawodników w drugich rundach draftu.
9 lipca 2015 roku podpisał umowę z zespołem Brooklyn Nets.

## Kariera w Europie
23 września 2017 został zawodnikiem Chimek Moskwa.
6 lutego 2020 po raz kolejny w karierze dołączył do rosyjskiego Chimki Moskwa.
3 lutego 2021 opuścił turecki Bahçeşehir Koleji Stambuł.

## Kariera w Azji
28 listopada 2021 dołączył do południowokoreańskiego Seul Samsung Thunders.

## Życie prywatne
W styczniu 2011 przeżył tragedię rodzinną. Najpierw zmarł jego dziadek, trzy dni później babcia. Kulminacyjny moment nastąpił 21 stycznia, gdy to okazało się, że na atak serca zmarła jego matka Lisa, zostawiając 19 letniego wówczas Robinsona i jego młodszą siostrę Jaylę, nad którą popularny T-Rob przejął opiekę. Następnego dnia wystąpił jednak w meczu Teksasowi, po którym to jego ówczesny trener Bill Self powiedział „Dla niego bycie dzisiaj nawet tam, na parkiecie było czymś niezwykłym”.

## Osiągnięcia
Stan na 4 lutego 2021, na podstawie, o ile nie zaznaczono inaczej.
NCAA
- Wicemistrz NCAA (2012)
- Uczestnik:
  - rozgrywek Elite Eight turnieju NCAA (2011, 2012)
  - turnieju (2010–2012)
- Mistrz:
  - turnieju konferencji Big 12 (2010, 2011)
  - sezonu regularnego Big 12 (2010–2012)
- Zawodnik roku Big 12 (2012)[37]
- Zaliczony do:
  - I składu:
    - All-American (2012)
    - All-Big 12 (2012)
    - NCAA Final Four (2012)[38]
    - turnieju Maui Invitational (2012)

Drużynowe
- Mistrz VTB/Rosji (2018)